# Niphargus tamaninii
Niphargus tamaninii is een vlokreeftensoort uit de familie van de Niphargidae. De wetenschappelijke naam van de soort is voor het eerst geldig gepubliceerd in 1953 door Ruffo.